# Парад Перемоги
55°45′15″ пн. ш. 37°37′12″ сх. д. / 55.75416667° пн. ш. 37.62° сх. д.
Пара́д Перемо́ги  — військовий парад, що відбувся в Москві 24 червня 1945 року в ознаменування перемоги над Німеччиною у Німецько-радянській війні.

## Хід параду
Парад приймав Маршал Радянського Союзу Г. К. Жуков. Командував парадом Маршал Радянського Союзу К. К. Рокоссовський. Жуков і Рокоссовський проїхали по Красній площі на білому і вороному конях. Й. В. Сталін спостерігав за парадом з трибуни мавзолею Леніна. На трибуні також були присутні В. Молотов, М. Калінін, К. Ворошилов, С. Будьонний і інші члени Політбюро ЦК КПРС.
Всупереч поширеній помилці, Прапора Перемоги під час Параду Перемоги на Красній площі не було.

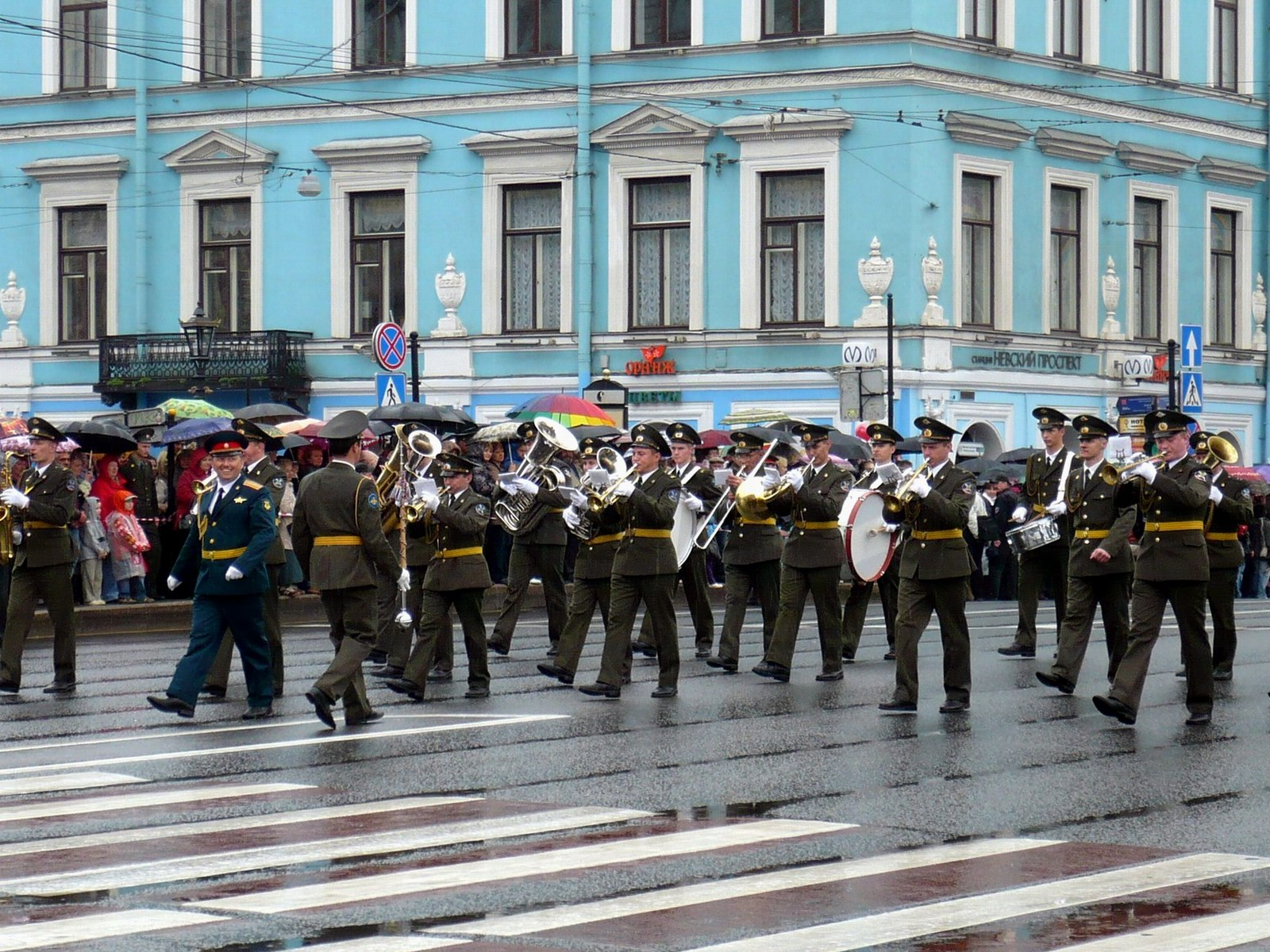
Салют після Військового параду на Красній площі

У Параді Перемоги 1945 року брали участь 67 військових частин, що представляли 10 фронтів Червоної Армії. Загальна чисельність парадних розрахунків склала близько 40 тисяч особового складу.

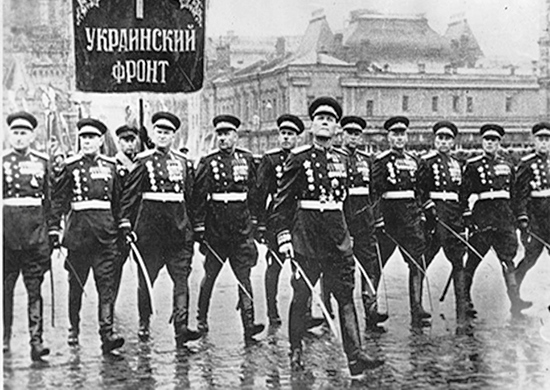
Колона Першого українського фронту на Параді Перемоги в Москві 24 червня 1945

Першим площею пройшов звідний полк барабанщиків-суворовців, за ним йшли звідні полки фронтів (за порядком їхнього розташування на театрі воєнних дій до кінця війни — з півночі на південь): Карельського, Ленінградського, 1-го і 2-го Прибалтійського, 3-го, 2-го і 1-го Білоруських, 1-го, 2-го, 3-го і 4-го Українських, звідний полк Військово-морського флоту.
У складі полку 1-го Білоруського фронту особою колоною йшли представники Війська Польського. Попереду звідних полків фронтів йшли командувачі фронтами і арміями, Герої Радянського Союзу несли прапори прославлених частин і з'єднань. Для кожного звідного полку оркестр виконував особливий марш.
Зведені полки були укомплектовані рядовими, сержантами і офіцерами різних родів військ, що відзначилися в боях і мали бойові ордени (у кожному полку всього, включаючи командний склад, — понад тисячу чоловік). Прапороносці з асистентами несли по 36 бойових прапорів з'єднань і частин фронту, що найбільш відзначилися в боях. Звідний полк ВМФ складався з представників усіх родів сил Північного, Балтійського і Чорноморського флотів, Дніпровської і Дунайської флотилій.
У параді також брав участь звідний військовий оркестр у складі 1400 чоловік.
Марш звідних полків завершувала колона солдатів, що несли 200 опущених прапорів і штандартів розгромлених німецьких військ. Ці прапори під дріб барабанів були кинуті на спеціальний поміст біля підніжжя мавзолею Леніна. Першим був кинутий особистий штандарт Гітлера.
Потім урочистим маршем пройшли частини Московського гарнізону: звідний полк Наркомату оборони, військовій академії, військові і суворовські училища, звідна кавалерійська бригада, артилерійські, мотомеханізовані, повітряно-десантні і танкові частини і підрозділи.
Параду Перемоги присвячений однойменний документальний фільм, знятий у 1945 році, один із перших кольорових фільмів в СРСР.
22 червня 1945 року в центральних газетах СРСР був опублікований наказ Верховного головнокомандувача № 370:

рос. В ознаменование победы над Германией в Великой Отечественной войне назначаю 24 июня 1945 года в Москве на Красной площади парад войск Действующей армии, Военно-Морского Флота и Московского гарнизона — Парад Победы.
На парад вывести: сводные полки фронтов, сводный полк наркомата обороны, сводный полк Военно-морского Флота, военные академии, военные училища и войска Московского гарнизона.
Парад Победы принять моему заместителю Маршалу Советского Союза Жукову.
Командовать Парадом Победы Маршалу Советского Союза Рокоссовскому.
Общее руководство по организации парада возлагаю на командующего войсками Московского военного округа и начальника гарнизона города Москвы генерал-полковника Артемьева.

## Відео
- Парад Перемоги, 1945 на YouTube
- Парад Победы 1945 года
- Парад Победы 1945 г. (в цвете)
- Парад победы 1945 года (видео)